# Gajah Tunggal
PT Gajah Tunggal Tbk ist der größte Hersteller von Reifen im südostasiatischen Raum und gehört zu den 20 größten Reifen-Produzenten weltweit. Bekannte Marke ist GT Radial. Der Sitz des 1951 gegründeten Unternehmens liegt in Jakarta in Indonesien. Gelistet ist es seit dem 1990 an der Börse von Jakarta (JSX) und Surabaya (SSX).
Das Unternehmen beschäftigt sich hauptsächlich mit der Produktion und dem Vertrieb einer Palette von Reifen und Reifenschläuchen für Motorräder, PKWs, Nutzfahrzeuge, Industriemaschinen und Allradfahrzeuge. Die Tochtergesellschaften Prima Sentra Megah und Polychem Indonesia sind am Chemiesektor tätig.
Fünf Fabriken zur Reifenherstellung befinden sich 30 km westlich von Jakarta in Tangerang.

## Geschichte
Gajah Tunggal wurde 1951 zur Herstellung von Fahrradreifen und inneren Schläuchen gegründet. 1971 wurde das Sortiment in Kooperation mit der Inoue Rubber Company auf Motorradreifen ausgeweitet. Ab 1981 wurden mit Yokohama Rubber Company auch Reifen für PKWs und Nutzfahrzeuge hergestellt.
1990 ging das Unternehmen schließlich an die Börse. Im folgenden Jahr kaufte es GT Petrochem Industries, einen Hersteller von Reifencord, auf. Nach dem Erhalt der entsprechenden Zertifizierungen wurde 1997 eine Kooperation mit Pirelli zur Produktion von Reifen für den nordamerikanischen und europäischen Markt beschlossen.
2002 waren die Schulden des Unternehmens jedoch so stark angewachsen, dass sie einer Restrukturierung zustimmen mussten. Die Schuldenlast musste um mehr als 200 Mio. US$ verringert werden. Um sich wieder auf Kernaufgaben konzentrieren zu können, wurden 2004 Tochtergesellschaften wie die GT Petrochem entkonsolidiert. Michelin und Garibaldi übernahmen im Mai 2004 mit 78 % der Aktien die Mehrheit im Unternehmen.